# Национальный архив Республики Беларусь
Национальный архив Республики Беларусь (НАРБ; бел. Нацыянальны архіў Рэспублікі Беларусь) — крупнейшее хранилище документов по белорусской истории XX века, учреждение архивной отрасли, обеспечивающее хранение документов Национального архивного фонда Республики Беларусь.

## История
В 1922—1926 годах началось формирование фондов Центрального архива Октябрьской революции. На хранение поступили документы 61 учреждения (в основном расформированных воинских частей и белорусских национальных организаций), и документы кооперативных и профсоюзных организаций. Архивохранилище расположилось в церкви Святого Духа бывшего мужского православного монастыря.
28 мая 1927 года Центральный Исполнительный Комитет и Совет Народных Комиссаров Белорусской ССР законодательно утвердил создание Центрального архива Октябрьской революции БССР. В задачи ЦАОР БССР входило хранение документы центральных, государственных, профессиональных, кооперативных, общественных организаций и учреждений Беларуси, действовавших с февральской революции 1917 года. В образованном архиве были сконцентрированы документы народных комиссариатов просвещения, земледелия, внутренних дел, финансов, рабоче-крестьянской инспекции, здравоохранения, почт и телеграфов, труда, продовольствия, юстиции, Высшего совета народного хозяйства, Центрального статистического управления, Белорусского управления Главного таможенного управления, кооперативных организаций (Центробелсоюза, Белсельсоюза, Белвоенпотребсоюза), организаций по страхованию и кредитованию (Белгосстраха, Промышленного банка), торговых, снабженческо-сбытовых организаций, трестов и синдикатов (Центроспирта, Центробумтреста, Белгосрекламы, Текстильторга, Союзхлеба, Автопромторга, Камвольсбыта, Сахаротреста, Химугля), учебных заведений, Белгосиздата и др. Также отдельной группой вошли документы военных частей и организаций: 7-й кавалерийской дивизии, 2-й Белорусской территориальной дивизии, Военного трибунала 3-го кавалерийского корпуса, Объединенной военной школы имени ЦИК БССР. В 1927/1928 годах читальный зал архива принял первых исследователей.
Так как столичный Минск в те годы находился недалеко от границы, ЦИК БССР в августе 1929 года принял постановление о переводе ЦАОР БССР в Могилёв, который был осуществлён в 1930—1932 годах. в Могилёве архив расположился в бывших зданиях Богоявленского монастыря и Станиславовского костёла. В октябре 1930 года, при ЦАОР был создан архив кинофотодокументов и секретный архив. В первой половине 1930-х годов в архиве были сконцентрированы архивные материалы наркоматов, центральных учреждений и организаций БССР и архивные материалы учреждений, организаций и предприятий 50 районов Беларуси. В июле 1938 года Центральный архив Октябрьской революции Белорусской ССР (ЦАОР БССР) был реорганизован в Центральный государственный архив Октябрьской революции и социалистического строительства Белорусской ССР (ЦГАОР БССР).
В 1941 году при нападении фашистской Германии, в здании архива, располагавшемся в Братской церкви, сгорела значительная часть материалов (в частности, все документы отдела секретных фондов, оставшаяся же часть подверглась расхищению). Станиславовский костёл зимой 1941—1942 гг. по приказу немецкого командования был передан верующим, и архивные фонды были перевезены в другие помещения (сарай и клуб швейников по ул. Ленина). В январе—феврале 1944 года документы перевезли в Ригу в здание Центрального государственного архива Латвийской ССР. В январе 1944 года архив возобновил свою деятельность в Гомеле, а после освобождения в июле столицы Беларуси переехал в Минск. За годы войны была уничтожена большая часть документов, весь научно-справочный аппарат к ним, почти не сохранился библиотечный фонд. Во второй половине 1944 года в архив поступили документы оккупационных учреждений и организаций, воинских и военизированных формирований, белорусских коллаборационистских структур, которые действовали на территории Беларуси в годы оккупации. Это были фонды Генерального комиссариата Беларуси, гебитскомиссариатов, районных и городских управ, Белорусской народной самопомощи, Белорусской центральной рады (БЦР), Союза белорусской молодежи (СБМ), ЦТО «Восток», организации ТОДТа и др. печатные материалы за этот период. Архив разместился разместили в здании Минского областного архива по ул. Бакунина, 4. В сентябре 1945 года архиву было передано здание бывшей Петропавловской (Екатерининской) церкви по ул. Островского, 4.
В конце 1940-х — начале 1950 годов в архиве проводилось засекречивание архивных документов — были засекречены фонды ЦИК БССР и СНК БССР, так как там хранились личные дела А. Г. Червякова, В. М. Игнатовского. Было засекречено до 50 % документов. В марте 1956 года началось рассекречивание документов.
На III Международном конгрессе архивов, который состоялся 25-29 сентября 1956 года во Флоренции, архивная служба Беларуси стала членом Международного совета архивов. С 1958 года в ЦГАОР началось микрофильмирование документов.
В 1960 года архивная служба из ведения МВД перешла в подчинение Совета Министров. В 1961—1962 годах в архив поступили фонды ведущих республиканских учреждений: Совета Министров за 1942—1950 годы, Госплана (1946—1956), Министерства просвещения (1939—1955), Министерства юстиции (1944—1953), Белсовпрофа (1945—1957) и др.. В 1968 году ЦГАОР БССР переехал в здание по ул. Бакунина, 4, где до 1963 года размещался Госархив Минской области. В 1980 году архив приступил к усовершенствованию систематического каталога. В 1983 году началось рассекречивание фондов архива. В начале 1990-х годов исследователи получили доступ к фондам секретариата Белорусской Народной Республики.
В 1984 г. ЦГАОР БССР был награждён дипломом II степени ВДНХ СССР, а заведующая отделом использования и публикации К. Ф. Плахотникова удостоена серебряной медали выставки. В 1989 году приступил к созданию первой автоматизированной информационно-поисковой системы.
В 1991 году архив переехал во вновь построенное здание по ул. Кропоткина, 55. В мае 1993 года ЦГАОР БССР был переименован в Белорусский государственный архив. В начале 1990-х годов начали развиваться международные связи архива.
В июне 1995 года в архив были переданы документы бывшего Центрального партийного архива Компартии Белоруссии, и архив был реорганизован в Национальный архив Республики Беларусь. В 2006 году НАРБ были выделены 17-21 этажи в здании новой Национальной библиотеки Беларуси. В 2007 году архив полностью переехал в новое здание.
Вышестоящей организацией является Департамент по архивам и делопроизводству Министерства юстиции Республики Беларусь.
Директора архива
- 1959—1969: М. М. Лемешевский
- 1970—1978: Н. К. Корзун
- 1978—1982: Л. Ф. Лемеш
- 1982—2010: В. Д. Селеменев
- 2010—2014: Н. К. Рудаковский (и.о.)
- 2014—2015: А. Л. Самович
- 2015—2017: В. И. Кураш
- 2017: Е. В. Кушнова (и.о.)
- с 2017: А. К. Демянюк

## Современное состояние
Архив осуществляет выдачу пользователям читального зала архивных дел; в случае заказа пользователем особо ценных дел выдаются их копии из фонда пользования в виде микрофотокопий или цифровых копий (при наличии). Исполняются тематические, биографические и социально-правовые запросы. Архивом готовятся к печати и издаются несколько сборников документов ежегодно. Проводятся выставки документов (в том числе виртуальные), посвящённые значимым историческим событиям, а также приуроченные к юбилеям фондообразователей — общественно-политических и культурных деятелей, чьи личные документы хранятся в архиве (Пётр Машеров, Василий Корж, Пантелеймон Пономаренко и другие).
С сентября 2018 года архив ведёт работу по созданию интернет-портала об участниках партизанского и подпольного движения «Партизаны Беларуси» (при участии издательского дома «Беларусь сегодня», БГУ, БГПУ и Академии наук и других организаций). На первом этапе планируется оцифровать листки по учёту кадров награждённых партизан и подпольщиков, хранящиеся в НАРБ, и запустить общедоступную базу данных с перспективой дальнейшего дополнения новыми архивными документами.

## Награды
- Специальная премия Президента Республики Беларусь деятелям культуры и искусства (30 декабря 2022 года) — за значительную работу по формированию общественного сознания, популяризацию истории партизанского и подпольного движения Беларуси[13].